# Consuelo González de Perdomo
Consuelo González Claros de Perdomo (Pitalito, Huila, 1950) es una política colombiana, miembro del Partido Liberal, desde la década de 1980 inició una ascendente carrera política, a pesar de no tener más que un pregrado en psicología y no haber ejercido nunca, esto no fue impedimento para que su carrera política fuera medianamente exitosa, llegando a ser concejala de Pitalito y de Neiva y diputada departamental del Huila, hasta que obtiene una curul en la Cámara de Representantes en 1994. En 1998 es reelecta con la segunda votación más alta del departamento (y la primera de su partido), pero no logra culminar su mandato, debido a que fue secuestrada por la Columna Móvil Teófilo Forero de las FARC el 10 de septiembre de 2001 cuando se dirigía a la ciudad de Neiva desde la localidad de Pitalito, para tomar un avión hacia Bogotá.
El 10 de enero de 2008, pasadas las 10:00 (15:00 UTC), helicópteros aterrizaron en una zona desconocida para el gobierno nacional y con coordenadas secretas en algún lugar del Guaviare con una comisión internacional de la Cruz Roja en su interior y representantes del gobierno del Presidente Hugo Chávez, así como la senadora Piedad Córdoba recibieron a González, quien fue liberada junto a Clara Rojas, llegando al Aeropuerto Internacional Mayor Buenaventura Vivas Guerrero de Santo Domingo, en el estado Táchira, a las 3:15 PM (Hora Venezuela). Esto constituyó el final de la llamada Operación Emmanuel, operativo de rescate humanitario.
Durante su secuestro de más de seis años, Consuelo González perdió a su esposo Jaime Perdomo, sus hijas se casaron y nació su primera nieta. Tras la liberación, la dirigente anunció que se vinculará a la campaña de búsqueda del acuerdo humanitario para la liberación de los demás secuestrados de Colombia.
En las elecciones legislativas de Colombia de 2010 logró recuperar su curul como representante a la Cámara por el Huila, a nombre de Unidad Liberal, grupo de ciudadanos afines al Partido Liberal.